# Puzhathi
Puzhathi é uma vila no distrito de Kannur, no estado indiano de Kerala.

## Demografia
Segundo o censo de 2001, Puzhathi tinha uma população de 33 470 habitantes. Os indivíduos do sexo masculino constituem 49% da população e os do sexo feminino 51%. Puzhathi tem uma taxa de literacia de 84%, superior à média nacional de 59,5%: a literacia no sexo masculino é de 85% e no sexo feminino é de 83%. Em Puzhathi, 11% da população está abaixo dos 6 anos de idade.